# Chamaedorea elatior
Chamaedorea elatior är en enhjärtbladig växtart som beskrevs av Carl Friedrich Philipp von Martius. Chamaedorea elatior ingår i släktet Chamaedorea och familjen Arecaceae. Inga underarter finns listade i Catalogue of Life.